# Kebonrejo (Candimulyo)
Kebonrejo is een bestuurslaag in het regentschap Magelang van de provincie Midden-Java, Indonesië. Kebonrejo telt 1910 inwoners (volkstelling 2010).